# Lista monumentelor istorice din județul Argeș - B

Simbol pentru monumentele istorice

Lista monumentelor istorice din județul Argeș - B cuprinde monumentele istorice înscrise în Patrimoniul cultural național al României și aflate în localități ce încep cu litera B din județul Argeș.
Lista completă este menținută și actualizată periodic de către Ministerul Culturii, Cultelor și Patrimoniului Național din România, prin intermediul Institutului Național al Patrimoniului, ultima versiune datând din 2015. Această listă cuprinde și actualizările ulterioare, realizate prin ordin al ministrului culturii.
| Cod LMI                                            | Denumire                                                                       | Localitate                                                   | Localizare                                                                  | Datare, Creatori                                     | Imagine               | Erori             |
| -------------------------------------------------- | ------------------------------------------------------------------------------ | ------------------------------------------------------------ | --------------------------------------------------------------------------- | ---------------------------------------------------- | --------------------- | ----------------- |
| AG-I-s-B-13352 (RAN: 18876.01)                     | Tabăra lui Mihai Viteazul                                                      | sat Bădeni; comuna Stoenești                                 | „Mălăiște”, la 1 km față de DC 25 Valea Bădenilor                           | 1595                                                 | Încarcă foto \| video | Raportează eroare |
| AG-I-m-A-13353 (RAN: 14469.01)                     | Brazda lui Novac, fortificație cu val de pământ                                | sat Bârla; comuna Bârla                                      | „Brazda lui Novac”, la N de sat, către Mozăceni 44.42694°N 24.78889°E       | sec. III p. Chr., Epoca romană                       |                       | Raportează eroare |
| AG-I-s-A-13354 (RAN: 14414.01)                     | Ruinele bisericii Berevoiești                                                  | sat Berevoiești; comuna Berevoiești                          | Str. Valea Satului 744, în incintabisericii „Intrarea în Biserică”          | sec. XVI                                             | Încarcă foto \| video | Raportează eroare |
| AG-I-m-A-13493.01                                  | Ruinele caselor boierilor Bucșenești                                           | sat Bucșenești; comuna Corbeni                               | În partea de SE a satului, la 100 m de biserică                             | sec. XV                                              | Încarcă foto \| video | Raportează eroare |
| AG-I-s-B-13355 (RAN: 19356.01)                     | Așezare                                                                        | sat Bucșenești-Lotași; comuna Țițești                        | „Dealul Solovanului” în vatra satului, pe terasa mijlocie a râului Târgului | Epoca bronzului, Cultura Tei                         | Încarcă foto \| video | Raportează eroare |
| AG-II-m-B-13608 (RAN: 13677.01)                    | Biserica „Duminica Tuturor Sfinților”                                          | sat aparținător Broșteni; oraș Costești                      | Cartier Broșteni                                                            | 1788                                                 | Încarcă foto \| video | Raportează eroare |
| AG-II-m-B-13472                                    | Gara Bascov                                                                    | sat Bascov; comuna Bascov                                    | 16                                                                          | 1880 construită după planurile inginerului Elie Radu | Încarcă foto \| video | Raportează eroare |
| AG-II-m-A-13471 (RAN: 13196.01)                    | Biserica de lemn „Sf. Gheorghe”                                                | sat Bascov; comuna Bascov                                    | 168 A                                                                       | prima jum a sec. XVIII                               | Alte imagini          | Raportează eroare |
| AG-II-m-B-13824 (RAN: 16105.01)                    | Biserica „Adormirea Maicii Domnului”                                           | sat Bascovele; comuna Cotmeana                               | 29 A                                                                        | 1795                                                 | Încarcă foto \| video | Raportează eroare |
| AG-II-m-B-13473                                    | Biserica „Sf. Nicolae”, „Cuvioasa Paraschiva”, „Sf. Filofteia”                 | sat Bădești; comuna Pietroșani                               | 549                                                                         | 1896-1902                                            | Încarcă foto \| video | Raportează eroare |
| AG-II-m-B-13771                                    | Biserica „Sf. Paraschiva”                                                      | sat Bădulești; comuna Uda                                    | 10                                                                          | 1824                                                 | Încarcă foto \| video | Raportează eroare |
| AG-II-m-B-13474                                    | Gara Băiculești                                                                | sat Băiculești; comuna Băiculești                            | 167                                                                         | 1880 construită după planurile inginerului Elie Radu | Alte imagini          | Raportează eroare |
| AG-II-a-A-13475 (RAN: 14290.01)                    | Curtea lui Mareș Băjescu                                                       | sat Băjești; comuna Bălilești                                | 143 45.02956°N 24.93917°E                                                   | sec. XVII                                            | Alte imagini          | Raportează eroare |
| AG-II-m-A-13475.01 (RAN: 14290.01.02, 14290.01.04) | Biserica „Adormirea Maicii Domnului”                                           | sat Băjești; comuna Bălilești                                | 143                                                                         | 1666                                                 |                       | Raportează eroare |
| AG-II-m-A-13475.02 (RAN: 14290.01.01)              | Ruine casă                                                                     | sat Băjești; comuna Bălilești                                | 143                                                                         | sec. XVII                                            | Încarcă foto \| video | Raportează eroare |
| AG-II-m-A-13475.03                                 | Ruine povarnă                                                                  | sat Băjești; comuna Bălilești                                | 143                                                                         | sec. XVII                                            | Încarcă foto \| video | Raportează eroare |
| AG-II-m-A-13475.04 (RAN: 14290.01.06)              | Grajd                                                                          | sat Băjești; comuna Bălilești                                | 143                                                                         | sec. XVII                                            | Încarcă foto \| video | Raportează eroare |
| AG-II-m-A-13475.05 (RAN: 14290.01.05)              | Zid de incintă cu turnuri                                                      | sat Băjești; comuna Bălilești                                | 143                                                                         | sec. XVII                                            | Încarcă foto \| video | Raportează eroare |
| AG-II-m-B-13476                                    | Biserica „Adormirea Maicii Domnului”, „Duminica Tuturor Sfinților” - Românești | sat Bălilești; comuna Bălilești                              | Cartier Românești                                                           | 1824                                                 | Încarcă foto \| video | Raportează eroare |
| AG-II-m-B-13478                                    | Biserica „Sf. Voievozi” (Capela Băltenilor)                                    | sat Bălteni; comuna Tigveni                                  | Str. Bălteni 15                                                             | 1816                                                 | Alte imagini          | Raportează eroare |
| AG-II-m-A-13479 (RAN: 16169.01)                    | Biserica de lemn „Adormirea Maicii Domnului”                                   | sat Bărbălani; comuna Cuca                                   | 38                                                                          | 1790                                                 | Alte imagini          | Raportează eroare |
| AG-II-m-A-13480                                    | Biserica de lemn „Sf. Ioan Botezătorul”                                        | sat Bărbălătești; comuna Valea Iașului                       | 41                                                                          | 1801                                                 | Alte imagini          | Raportează eroare |
| AG-II-m-B-13481                                    | Biserica „Cuvioasa Paraschiva”                                                 | sat Bârlogu; comuna Negrași                                  | 309                                                                         | 1815                                                 | Încarcă foto \| video | Raportează eroare |
| AG-II-m-B-13482                                    | Biserica „Sf. Nicolae” și „Sf. Dumitru”                                        | sat Bârseștii de Sus; comuna Tigveni                         | Str. Bisericii 12                                                           | 1884                                                 | Încarcă foto \| video | Raportează eroare |
| AG-II-m-B-13483 (RAN: 14414.02)                    | Biserica „Adormirea Maicii Domnului” - Pământeni                               | sat Berevoești Pământeni; comuna Berevoești                  |                                                                             | 1704                                                 | Încarcă foto \| video | Raportează eroare |
| AG-II-m-B-13484                                    | Casa Gabriel Iordăchescu                                                       | sat Berevoiești; comuna Berevoiești                          | Lângă primărie                                                              | sec. XIX                                             | Încarcă foto \| video | Raportează eroare |
| AG-II-a-B-13485                                    | Ansamblul conacului Alimănișteanu                                              | sat Bilcești; comuna Valea Mare-Pravăț, municipiul Câmpulung | 45.2769°N 25.10429°E                                                        | 1938 Octav Doicescu                                  | Încarcă foto \| video | Raportează eroare |
| AG-II-m-B-13485.01                                 | Conac                                                                          | sat Bilcești; comuna Valea Mare-Pravăț, municipiul Câmpulung |                                                                             | 1938                                                 | Încarcă foto \| video | Raportează eroare |
| AG-II-m-B-13485.02                                 | Biserică                                                                       | sat Bilcești; comuna Valea Mare-Pravăț, municipiul Câmpulung |                                                                             | 1938                                                 | Încarcă foto \| video | Raportează eroare |
| AG-II-m-B-13485.03                                 | Anexe conac                                                                    | sat Bilcești; comuna Valea Mare-Pravăț, municipiul Câmpulung |                                                                             | 1900                                                 | Încarcă foto \| video | Raportează eroare |
| AG-II-m-B-13485.04                                 | Parc                                                                           | sat Bilcești; comuna Valea Mare-Pravăț, municipiul Câmpulung |                                                                             | 1938                                                 | Încarcă foto \| video | Raportează eroare |
| AG-II-m-A-13487 (RAN: 17129.01)                    | Biserica „Sf. Nicolae”                                                         | sat Borlești; comuna Merișani                                | 49                                                                          | 1753                                                 | Încarcă foto \| video | Raportează eroare |
| AG-II-a-A-13488 (RAN: 17129.02)                    | Ansamblul conacului Stătescu                                                   | sat Borlești; comuna Merișani                                | 183-185 44.94825°N 24.75963°E                                               | 1753, ref. 1870, 1928                                | Încarcă foto \| video | Raportează eroare |
| AG-II-m-A-13488.01 (RAN: 17129.02.01)              | Conac                                                                          | sat Borlești; comuna Merișani                                | 183-185                                                                     | 1753, ref. 1870, 1928                                | Încarcă foto \| video | Raportează eroare |
| AG-II-m-A-13488.02 (RAN: 17129.02.02)              | Parc                                                                           | sat Borlești; comuna Merișani                                | 183-185                                                                     | sec. XIX                                             | Încarcă foto \| video | Raportează eroare |
| AG-II-m-A-13488.03                                 | Anexe                                                                          | sat Borlești; comuna Merișani                                | 183-185                                                                     | 1870                                                 | Încarcă foto \| video | Raportează eroare |
| AG-II-m-B-13489                                    | Casa Gheorghe (Ghică) Duțescu                                                  | sat Boteni; comuna Boteni                                    | 333                                                                         | înc. sec. XX                                         | Încarcă foto \| video | Raportează eroare |
| AG-II-m-B-13492                                    | Vila Dianu                                                                     | sat Bratia; comuna Ciomăgești                                |                                                                             | sf. sec. XIX                                         | Încarcă foto \| video | Raportează eroare |
| AG-II-a-A-13490 (RAN: 14780.01)                    | Fostul schit Brădetu                                                           | sat Brădetu; comuna Brăduleț                                 | 41                                                                          | sec. XV                                              | Încarcă foto \| video | Raportează eroare |
| AG-II-m-A-13490.01 (RAN: 14780.01.02)              | Biserica „Înălțarea Domnului”                                                  | sat Brădetu; comuna Brăduleț                                 | 41                                                                          | sec. XV                                              | Încarcă foto \| video | Raportează eroare |
| AG-II-m-A-13490.02 (RAN: 14780.01.01)              | Turn-clopotniță                                                                | sat Brădetu; comuna Brăduleț                                 | 41                                                                          | sec. XVIII                                           | Încarcă foto \| video | Raportează eroare |
| AG-II-m-A-13490.03 (RAN: 14780.01.03)              | Zid de incintă                                                                 | sat Brădetu; comuna Brăduleț                                 | 41                                                                          | sec. XV                                              | Încarcă foto \| video | Raportează eroare |
| AG-II-a-A-13493                                    | Curtea boierilor Bucșenești                                                    | sat Bucșenești; comuna Corbeni                               | În partea de SE a satului, la 100 m de biserică                             | sec. XV, 1748                                        | Încarcă foto \| video | Raportează eroare |
| AG-II-m-A-13493.02 (fost AG-II-m-A-13493)          | Biserica „Adormirea Maicii Domnului”                                           | sat Bucșenești; comuna Corbeni                               |                                                                             | 1748                                                 | Încarcă foto \| video | Raportează eroare |
| AG-II-m-B-13494                                    | Casa Maria Prunaru                                                             | sat Bucșenești; comuna Corbeni                               | 121                                                                         | 1912                                                 | Încarcă foto \| video | Raportează eroare |
| AG-II-a-A-13495 (RAN: 19356.02)                    | Ansamblul curții lui Iane Vistiernicul                                         | sat Bucșenești-Lotași; comuna Țițești                        |                                                                             | sec. XVI - XVII                                      | Încarcă foto \| video | Raportează eroare |
| AG-II-m-A-13495.01 (RAN: 19356.03)                 | Biserica „Sf. Nicolae” - Hârtești                                              | sat Bucșenești-Lotași; comuna Țițești                        |                                                                             | 1532                                                 | Încarcă foto \| video | Raportează eroare |
| AG-II-m-A-13495.02 (RAN: 19356.02.01)              | Ruinele casei lui Iane Vistiernicul                                            | sat Bucșenești-Lotași; comuna Țițești                        |                                                                             | sec. XVII                                            | Încarcă foto \| video | Raportează eroare |
| AG-II-a-A-13497                                    | Ansamblul casei Hagi Tudorache                                                 | sat Budeasa Mare; comuna Budeasa                             |                                                                             | ante 1762                                            | Încarcă foto \| video | Raportează eroare |
| AG-II-m-A-13497.01                                 | Casa Hagi Tudorache                                                            | sat Budeasa Mare; comuna Budeasa                             |                                                                             | ante 1762                                            | Încarcă foto \| video | Raportează eroare |
| AG-II-m-A-13497.02                                 | Zid de incintă                                                                 | sat Budeasa Mare; comuna Budeasa                             |                                                                             | ante 1762                                            | Încarcă foto \| video | Raportează eroare |
| AG-II-a-A-13498 (RAN: 14860.03)                    | Curtea boierilor Budișteanu                                                    | sat Budeasa Mare; comuna Budeasa                             | Str. Bisericii 56, 59 44.91556°N 24.83709°E                                 | sec. XVI - XIX                                       | Încarcă foto \| video | Raportează eroare |
| AG-II-m-A-13498.01 (RAN: 14860.03.01)              | Conacul Budișteanu                                                             | sat Budeasa Mare; comuna Budeasa                             | Str. Bisericii 56, 59                                                       | 1762, ref. 1870                                      | Încarcă foto \| video | Raportează eroare |
| AG-II-m-A-13498.02 (RAN: 14860.03.02)              | Ruinele conacului vechi                                                        | sat Budeasa Mare; comuna Budeasa                             | Str. Bisericii 56, 59                                                       | 1598                                                 | Încarcă foto \| video | Raportează eroare |
| AG-II-m-A-13498.03                                 | Parc                                                                           | sat Budeasa Mare; comuna Budeasa                             | Str. Bisericii 56, 59                                                       | sec. XIX                                             | Încarcă foto \| video | Raportează eroare |
| AG-II-m-A-13498.04                                 | Anexe                                                                          | sat Budeasa Mare; comuna Budeasa                             | Str. Bisericii 56, 59                                                       | sec. XIX                                             | Încarcă foto \| video | Raportează eroare |
| AG-II-a-A-13496 (RAN: 14860.01)                    | Ansamblul bisericii „Adormirea Maicii Domnului”                                | sat Budeasa Mare; comuna Budeasa                             | Str. Bisericii 58                                                           | 1796                                                 | Încarcă foto \| video | Raportează eroare |
| AG-II-m-A-13496.01 (RAN: 14860.01.01)              | Biserica „Adormirea Maicii Domnului”                                           | sat Budeasa Mare; comuna Budeasa                             | Str. Bisericii 58                                                           | 1796                                                 | Încarcă foto \| video | Raportează eroare |
| AG-II-m-A-13496.02 (RAN: 14860.01.02)              | Două porți                                                                     | sat Budeasa Mare; comuna Budeasa                             | Str. Bisericii 58                                                           | sec. XVIII                                           | Încarcă foto \| video | Raportează eroare |
| AG-II-m-A-13496.03 (RAN: 14860.01.03)              | Zid de incintă                                                                 | sat Budeasa Mare; comuna Budeasa                             | Str. Bisericii 58                                                           | sec. XVIII                                           | Încarcă foto \| video | Raportează eroare |
| AG-II-m-B-13499                                    | Biserica „Adormirea Maicii Domnului”                                           | sat Budișteni; comuna Leordeni                               | 33                                                                          | 1837                                                 | Încarcă foto \| video | Raportează eroare |
| AG-II-a-A-13500 (RAN: 14931.01)                    | Schitul Ciocanu                                                                | sat Bughea de Jos; comuna Bughea de Jos                      | 396 A                                                                       | sec. XVII, ref. 1825                                 | Alte imagini          | Raportează eroare |
| AG-II-m-A-13500.01 (RAN: 14931.01.01)              | Biserica de lemn „Intrarea în Biserică”                                        | sat Bughea de Jos; comuna Bughea de Jos                      | 396 A                                                                       | 1825                                                 |                       | Raportează eroare |
| AG-II-m-A-13500.02 (RAN: 14931.01.02)              | Zid de incintă                                                                 | sat Bughea de Jos; comuna Bughea de Jos                      | 396 A                                                                       | sec. XVII, ref. 1825                                 | Încarcă foto \| video | Raportează eroare |
| AG-II-m-B-13501                                    | Biserica „Schimbarea la Față”                                                  | sat Bughea de Sus; comuna Bughea de Sus                      |                                                                             | 1894                                                 | Încarcă foto \| video | Raportează eroare |
| AG-III-m-B-13865                                   | Monumentul comemorativ al Răscoalei din 1907                                   | sat Bratia; comuna Berevoiești                               | Pe DC 9, în dreptul proprietății Pascu Sabina                               | 1950                                                 | Încarcă foto \| video | Raportează eroare |
| AG-IV-m-A-13882 (RAN: 14290.02)                    | Cruce de piatră                                                                | sat Băjești; comuna Bălilești                                | La 300 m SV de biserica „Adormirea Maicii Domnului”                         | 1662                                                 | Încarcă foto \| video | Raportează eroare |
| AG-IV-m-A-13475.06 (RAN: 14290.01.03)              | Cimitirul din incinta curții lui Mareș Băjescu                                 | sat Băjești; comuna Bălilești                                | 143                                                                         | sec. XVII                                            | Încarcă foto \| video | Raportează eroare |
| AG-IV-m-A-13883                                    | Cruce de piatră                                                                | sat Bârlogu; comuna Negrași                                  | În curtea bisericii „Cuvioasa Paraschiva” (nr. 309)                         | sec. XVII                                            | Încarcă foto \| video | Raportează eroare |
| AG-IV-m-A-13884 (RAN: 14370.01)                    | Crucea lui Piroi                                                               | sat Beleți; comuna Beleți-Negrești                           | În centrul satului, vis-a-vis de fosta cooperativă                          | 1720                                                 | Încarcă foto \| video | Raportează eroare |
| AG-IV-m-A-13885 (RAN: 14414.03)                    | Cruce de piatră                                                                | sat Berevoiești; comuna Berevoiești                          | La „Pârloagele”, sau „Lutu alb”, pe drumul Pârloagele-Godeni                | 1784-1787                                            | Încarcă foto \| video | Raportează eroare |
| AG-IV-m-A-13888 (RAN: 14414.05)                    | Crucea de hotar a lui Baraghin                                                 | sat Berevoiești; comuna Berevoiești                          | În fostul cătun Mănești, lângă casa lui Dumitru Amzicu                      | 1602-1611                                            | Încarcă foto \| video | Raportează eroare |
| AG-IV-m-A-13886 (RAN: 14414.04)                    | Cruce de piatră „de la Achim”                                                  | sat Berevoiești; comuna Berevoiești                          | Str. Valea Satului, în fața casei lui Achim Iordache                        | 1744                                                 | Încarcă foto \| video | Raportează eroare |
| AG-IV-m-A-13887                                    | Piatră de mormânt                                                              | sat Berevoiești; comuna Berevoiești                          | Str. Valea Satului, în zidul de incintă al bisericii „Intrarea în Biserică” | 1564                                                 | Încarcă foto \| video | Raportează eroare |
| AG-IV-m-A-13889 (RAN: 17129.03)                    | Cruce de piatră                                                                | sat Borlești; comuna Merișani                                | Lângășcoală                                                                 | 1660                                                 | Încarcă foto \| video | Raportează eroare |
| AG-IV-m-A-13890 (RAN: 14673.01)                    | Cruce de piatră                                                                | sat Boteni; comuna Boteni                                    | Pe Valea Hobăii, la cca. 4 km de sat                                        | 1656                                                 | Încarcă foto \| video | Raportează eroare |
| AG-IV-m-A-13891                                    | Cruce de piatră                                                                | sat Brăduleț; comuna Brăduleț                                | În curtea bisericii (nr. 250)                                               | 1584                                                 | Încarcă foto \| video | Raportează eroare |
| AG-IV-m-A-13892 (RAN: 19356.04)                    | Cruce de piatră                                                                | sat Bucșenești-Lotași; comuna Țițești                        | La 250 m V de biserică, lângă troiță                                        | 1721                                                 | Încarcă foto \| video | Raportează eroare |
| AG-IV-m-A-13893 (RAN: 14860.05)                    | Cruce de piatră                                                                | sat Budeasa Mare; comuna Budeasa                             | În cimitir                                                                  | 1647                                                 | Încarcă foto \| video | Raportează eroare |
| AG-IV-m-A-13894                                    | Cruce de piatră                                                                | sat Budeasa Mare; comuna Budeasa                             | Str. Bisericii 58, în incinta bisericii „Adormirea Maicii Domnului”         | 1676                                                 | Încarcă foto \| video | Raportează eroare |
| AG-IV-m-A-13496.04 (RAN: 14860.04)                 | Mormintele Budiștenilor                                                        | sat Budeasa Mare; comuna Budeasa                             | Str. Bisericii 58, în incinta bis.                                          | sec. XVIII - XX                                      | Încarcă foto \| video | Raportează eroare |